# Омуртагски партизански отряд
Омуртагският партизански отряд е подразделение на Девета Шуменска въстаническа оперативна зона на НОВА по време на партизанското движение в България (1941 – 1944). Действа в околностите на Омуртаг.
Първите партизани в Омуртагско излизат в нелегалност през 1942 г. Създават Омуртагската чета. През октомври 1943 г. Тузлушката и Балканската чети се обединяват в Омуртагски партизански отряд. Наброява 64 бойци. Командир на отряда е Петър Иванов, политкомисар Димитър Камбуров.
Блокира с. Любичево, с. Пчелно и с. Змейно. Провежда акции в с. Шишковица и с. Орач, където води бой с армейски и полицейски подразделения. На 18-20 декември 1943 г. военно-полицейска акция е насочена срещу ятаците на отряда в с. Ястребино. Разстреляни са 18 души, сред които 6 деца, известни като Шестте ястребинчета.
На 1 януари 1944 г. е боят при с. Поройно – с. Божица. Правителствени части обкръжават отряда. Партизаните се разделя на групи по 3-4 души. За операцията армията използва самолет, който наблюдава движението им в горите около района на Омуртаг и Антоново. До края на януари загиват 17 партизани. Отрядът е разбит окончателно в края на февруари 1944 г. До 9 септември 1944 г. участва в съвместни акции с Търговищкия партизански отряд
На 9 септември 1944 г. бойци от отряда участват в установяването на властта на Отечествения фронт в с. Камбурово и гр. Омуртаг.